# Paloma Mozo
Paloma Mozo (Guadalajara, España) es una actriz, dramaturga y directora residente en Madrid que ha trabajado en cine, teatro y televisión y que ejerce además como profesora de arte dramático. Del 2012 al 2021 ha residido en Ciudad de México.  

## Biografía
Paloma realizó la carrera de Literatura dramática en la Universidad Complutense de Madrid . Es licenciada en Arte Dramático, con especialización en interpretación por la Real Escuela Superior de Arte Dramático (RESAD) de Madrid. Completó sus estudios teatrales en la École Internationale de Théâtre Jacques Lecoq de París. 
Ha sido profesora de Interpretación del Gesto en la Real Escuela Superior de Arte Dramático de Madrid, profesora de Interpretación en la Escuela de Cristina Rota de Madrid, profesora de Interpretación y Movimiento en la Escuela Superior de Arte Dramático de Torrelodones, profesora de Interpretación en el Programa MUS-E, de la Fundación Yehudi Menuhin España en colaboración con el Ministerio de Educación y Cultura, entre otras, dirigiendo varios montajes con alumnos. En México ha impartido talleres de Actuación en la Escuela de Teatro y Artes Escénicas Casa Azul del Distrito Federal.
La mayor parte de su carrera de actriz la desarrolló en España actuando en cine, teatro y televisión, y compartiendo cartel con Carmen Maura, Emilio Gutiérrez Caba, Ana Duato, Leonardo Sbaraglia y Juanjo Artero, entre otros. Ha trabajado con directores de la talla de Félix Viscarret, entre otros.
Durante los años que residió en Ciudad de México, participó como actriz en la ópera Manon de Massenet, en el Palacio Bellas Artes, en el cortometraje Pato de hule de Michelle Allan y  en el Microteatro con la obra War Pie de Karla Bourde. Crea la compañía Puro Amor Teatro, con jóvenes actores mexicanos, dirigiendo las obras originales Puro amor, Aloha love y Mama-cita, que han realizado numerosas temporadas en el Foro Shakespeare y en la Teatrería, CDMX. Con la productora Tragaluz Gestión de Experiencias Culturales A.C. ha dirigido el musical del autor contemporáneo Ismael Flores Ruvalcaba, La heroica república del sillón rojo, estrenado en el Teatro de la Ciudad Esperanza Iris de CDMX. 
En la actualidad reside en Madrid, donde en 2022 crea su proyecto más personal, Las chicas del can can, cuyo objetivo es derribar los tabúes acerca del cáncer de mama y naturalizar la imagen y la presencia de la mujer mastectomizada en la sociedad a través del arte. Dentro de este proyecto, es creadora de contenidos, realizadora, dramaturga e intérprete.

## Filmografía
- Aloha love (2019), cortometraje, coprotagonista.
- Constelation (2018), cortometraje, secundario.
- Epitafio (2017), cortometraje, protagonista, Producción de Casazul.
- Pato de hule (2011), de Michelle Allan (México)
- El señor (2011), de Juan Cavestany
- Mi corazón está en el 312 (2007), de Analeine Cal y Mayor (corto)
- El hoyo (2005), de Carlos Ceacero (corto)
- Zumo de tomate (2003), de Inma Molina (corto)
- Beso a tres (2002), de Ana Montserrat (corto)

## Televisión
- Galgos. (2022). Buendía Producción.
- Marco. (2011). Cap. 1. Productora: Bambú Producciones
- Cuéntame cómo pasó. (2011).  Cap. 217. Productora: TVE y Grupo Ganga.
- Herederos. (2007). Productora: Cuarzo.
- Círculo rojo. (2006). Productora: Ida y Vuelta.
- Al filo de la ley. (2005). Productora: Plural Enterteinment.
- Hospital Central. (2004). Productora: Videomedia.
- El comisario. (2001). Productora: Boca a Boca.
- Abogados. (2001). Productora: Boca a Boca.
- El secreto. (2001). Productora: TVE.

## Teatro
- Planeta cósmico (2022), La Usina teatro, Madrid.
- Aloha love (2016), Foro Shakespeare, CDMX.
- Puro amor (2015), Foro Shakespeare, CDMX.
- La heróica república del sillón rojo (2018) de Ismael Flores. Dirección: Paloma Mozo, Teatro Ciudad Esperanza Iris.[2]
- Manon (2014), de Jules Massenet. Dirección : Antonio Algarra. Palacio Bellas Artes, México DF.
- War pie (2014), de Karla Bourde. Dirección : Maribel de Anda. Microteatro México, temporada "Por ellas".
- Molly Bloom (2012), de José Sanchís Sinisterra. Casa Sefarad de Madrid y Casa Azul de México DF.
- Loca (2011), de Elise Varela. Dirección : Ángel Ojea. Compañía de Blanca Marsillach. Teatro Principal de Santiago de Compostela.
- Babilonia (2010), de José Ramón Fernández. Dirección : Fernándo Soto. Sala Triángulo de Madrid.
- Mucho ruido y pocas nueces (2009), versión de Jacinto Benavente de la obra de Shakespeare. Dirección: Ainoa Amestoy. Teatro Fernán Gómez de Madrid.
- La ruleta rusa (2009), de Enric Benavent, sobre piezas cortas de Antón Chéjov. Dirección: Luis Bermejo. Compañía Teatro El Zurdo.[3] Teatro María Guerrero de Madrid.
- Chéjov en el jardín (2008), de Luis d´Ors.  Compañía Mijail Chéjov (antiguo Tapete). Teatro Español de Madrid.[4]
- VIII Maratón de Monólogos (2008): “¿Soy acaso ella?” de Gemma Grau, “Miedo”de Laura Crespillo.
- Los trabajos y los días (2008), de Michel Vinaver. Dirección: Luis Maluenda. Compañía Off Madrid. Teatro Galileo.
- La pintura a escena (2007), de José Ramón Fernández. Dirección: Fernándo Soto. Producción Escena Turística. Auditorio del Museo del Prado.
- Sancha (2007), de Aizpea Goenaga. XIII Ciclo SGAE de lecturas dramatizadas.  Dirección: Luis Maluenda.
- Como gustéis (2003), de Shakespeare. Dirección: Luis D´Ors. Compañía El Tapete. Teatro Federico García Lorca de San Fernando de Henares.
- Pierrot lunar (2003), de Arnold Schoenberg. Dirección: Tomás Muñoz. Producción Teatro Gayarre de Pamplona.
- La noche de los deseos (2002), de Agustín Iglesias. Compañía Guirigai. Teatro López de Ayala de Badajoz.
- El gato manchado y la golondrina Sinhá (1999), de Jorge Amado.  Dirección: Pablo Vergne.
- Canción de Navidad (1999), de Charles Dickens. Dirección: Luis d´Ors. Compañía María Parrato. Teatro de la Abadía.
- Hace muchas lunas (1998), de J. Luis Jordana Laguna. Compañía María Parrato. Círculo de Bellas Artes de Madrid.
- Las andanzas de P.(1997), Compañía María Parrato. Compañía María Parrato. Participación Festival de Titirilandia de Madrid.

## Premios
- Premio a la Mejor Interpretación Fira de Titelles de Lleida 2000